# Arnulf Schlüter (Ägyptologe)
Arnulf Schlüter (* 1978) ist ein deutscher Ägyptologe.

## Leben
Arnulf Schlüter studierte Ägyptologie an der Universität München und wurde dort 2008 promoviert. 2003 begann er als wissenschaftlicher Mitarbeiter seine Tätigkeit am Staatlichen Museum Ägyptischer Kunst in München, 2014 wurde er stellvertretender Direktor des Museums, seit dem 1. März 2022 ist er dessen Direktor.

## Schriften
- zusammen mit Farid Adrom, Katrin Schlüter (Hrsg.): Altägyptische Weltsichten. Akten des Symposiums zur historischen Topographie und Toponymie Altägyptens vom 12.–14. Mai 2006 in München (= Ägypten und Altes Testament. Band 68).  Harrassowitz, Wiesbaden 2008, ISBN 978-3-447-05860-5.
- Sakrale Architektur im Flachbild. Zum Realitätsbezug von Tempeldarstellungen (= Ägypten und Altes Testament. Band 78). Harrassowitz, Wiesbaden 2009, ISBN 978-3-447-06088-2 (Zugleich: Dissertation, Universität München, 2008).